# Partia Antymasońska

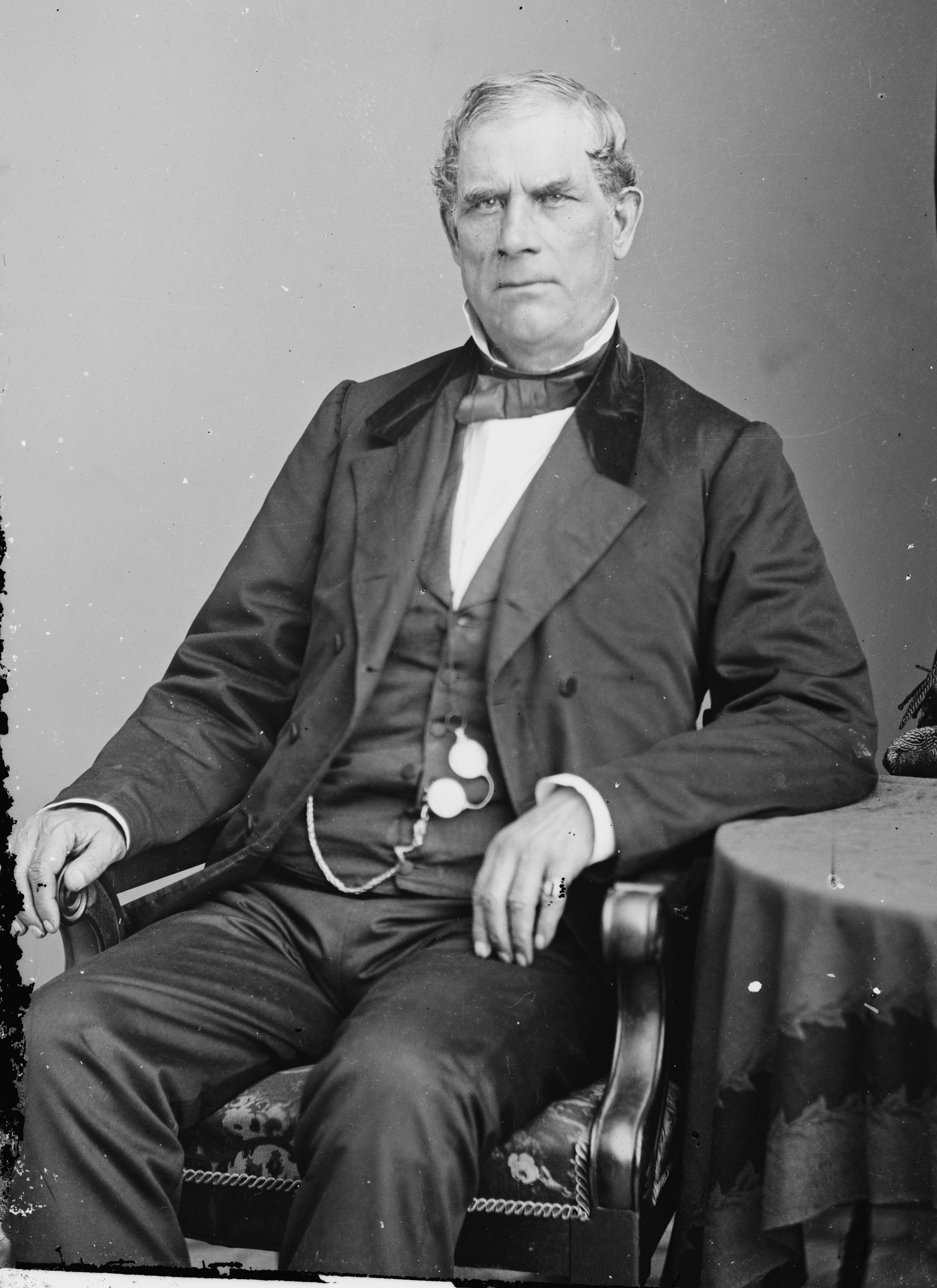
Thurlow Weed, przewodniczący Partii Antymasońskiej

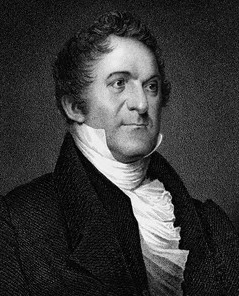
William Wirt, kandydat na prezydenta w 1832

Partia Antymasońska (ang. Anti-Masonic Party) – partia polityczna istniejąca i działająca w Stanach Zjednoczonych w latach 1828–1840.

## Historia
Pierwsze grupy sprzeciwiające się działalności wolnomularskiej powstały w Stanach Zjednoczonych w połowie lat 20. XIX wieku. W 1826 roku mason William Morgan z Batavii, niezadowolony z działalności loży, postanowił upublicznić działalność jej członków. Kiedy ogłosił ten plan, we wrześniu został uprowadzony do Fortu Niagara, gdzie słuch o nim zaginął. Zniknięcie i domniemana śmierć wzmogła nastroje antymasońskie w społeczeństwie amerykańskim. Rok później pierwsze grupy przeciwne wolnomularstwu zorganizowały konwencję, a w 1828 roku powołały komitet polityczny, którego celem było utworzenie partii.

## Działalność
Liderem został Thurlow Weed. W tym samym roku odbywały się wybory do legislatur stanowych i prezydenckie. Antymasoni zdobyli kilkanaście mandatów w legislaturze Nowego Jorku, a w wyborach prezydenckich zdecydowanie popierali Johna Quincy’ego Adamsa, twierdząc że jego przeciwnik, Andrew Jackson, jest zwolennikiem masonów. Ich postulaty były przedstawiane w gazecie „Antimasonic Enquires”. Po porażce Adamsa, antymasoni pozostali jedyną opozycją w kraju, a ich ruch rozwijał się głównie w stanach Nowej Anglii: Massachusetts, Connecticut, Vermont, a także Ohio, Pensylwanii i Nowym Jorku. Ich postulaty opierały się głównie na hasłach związanych ze sprzeciwem wobec tajnych stowarzyszeń. Ponadto zarzucali korupcję organom administracji publicznej i głosili suwerenność ludu. Dzięki temu uzyskali duże poparcie wśród farmerów, klasy średniej i niższej, a także od osób, które dotąd były politycznie bierne. W 1830 roku do zwolenników antymasonów dołączyły protestanckie grupy religijne: baptyści, metodyści i kongregacjonaliści. W tym samym roku zwołano ogólnokrajową konwencję partii, gdzie wystawiono kandydatów na gubernatorów. Rok później w Baltimore odbyła się następna konwencja, w czasie której nominowano Williama Wirta jako kandydata na prezydenta i Amosa Ellmakera, jako kandydata na wiceprezydenta na wybory w 1832 roku. Duet nie odniósł sukcesu wyborczego, w wyniku czego już rok później liderzy z Nowego Jorku zaczęli przechodzić do nowo formującej się Partii Wigów. Przed wyborami w 1836 roku większość ze struktur stanowych już nie istniała, a jej zwolennicy popierali kandydata wigów – Williama Henry’ego Harrisona. Najdłużej Partia Antymasońska istniała w Pensylwanii i Vermoncie. Ostatnia konwencja odbyła się w Filadelfii w 1838 roku, gdzie delegaci poparli Harrisona.
| Wybory prezydenckie | Kandydat     | Głosy powszechne | Głosy elektorskie |
| ------------------- | ------------ | ---------------- | ----------------- |
| 1832                | William Wirt | 100 715          | 7                 |

| Wybory do Izby Reprezentantów | Liczba mandatów |
| ----------------------------- | --------------- |
| 1828                          | 5               |
| 1830                          | 17              |
| 1832                          | 25              |
| 1834                          | 16              |
| 1836                          | 7               |
| 1838                          | 6               |